# Utricularia warburgii
Utricularia warburgii är en tätörtsväxtart som beskrevs av Karl Christian Traugott Friedemann Goebel. Utricularia warburgii ingår i släktet bläddror, och familjen tätörtsväxter. Inga underarter finns listade i Catalogue of Life.